# San Martino Canavese
 (juillet 2018).
Pour les articles homonymes, voir San Martino et Canavese.
San Martino Canavese (en français Saint-Martin-en-Canavais) est une commune italienne de la ville métropolitaine de Turin dans la région Piémont en Italie.

## Administration
| Période                                  | Période  | Identité                   | Étiquette | Qualité |
| ---------------------------------------- | -------- | -------------------------- | --------- | ------- |
| 14 juin 2004                             | En cours | Domenico Guglielmo Foghino |           |         |
| Les données manquantes sont à compléter. |          |                            |           |         |

### Communes limitrophes
Castellamonte, Pavone Canavese, Colleretto Giacosa, Parella, Perosa Canavese, Torre Canavese, Scarmagno, Agliè, Vialfrè